# Орлянка (приток Сока)
Орлянка — река в России, протекает по Сергиевскому району Самарской области. Устье реки находится в 135 км по левому берегу Сока. Длина реки составляет 30 км, площадь водосборного бассейна — 258 км². Имеет правый приток — Елховку.

## Данные водного реестра
По данным государственного водного реестра России относится к Нижневолжскому бассейновому округу, водохозяйственный участок реки — Сок от истока и до устья. Речной бассейн реки — Волга от верховий Куйбышевского вдхр. до впадения в Каспий.
Код объекта в государственном водном реестре — 11010000612112100005914.